# フリーデク＝ミーステク
フリーデク＝ミーステク （チェコ語:Frýdek-Místek [ˈfriːdɛk ˈmiːstɛk]、ドイツ語:Friedeck-MistekまたはFriedek-Mistek、ポーランド語:Frydek-Mistek）は、チェコ共和国、モラヴィア・スレスコ州の町。
1943年、シレジアの町フリーデックとモラビアの町フライベルク（Freiberg。ミーステクの古いドイツ語名）が合併して誕生した。町の中央部を、シレジアとモラヴィアの天然の国境線となっているオストラヴィツェ川が流れており、東岸がフリーデク、西岸がミーステクである。

## 出身者
- トマーシュ・ガラーセク

## 姉妹都市
- ビェルスコ＝ビャワ、ポーランド
- ムィスウォヴィツェ、ポーランド
- ジリナ、スロバキア
- エイムズ、アメリカ合衆国
- グラダチャツ、ボスニア・ヘルツェゴビナ
- ウリウピンスク、ロシア